# Xadegan (Khuzestan)
Xadegan és una antiga ciutat de la província de Khuzestan a l'Iran, entre Ahwaz i Abadan, a la vora del riu Dawrak (afluent del Djarrahi) i unida per un canal al Karun. Fou coneguda com a Dawrak o Dawrak al-Fars (Dawrak dels perses) i també Dawrak al-Madina (Dawrak la Vella). El seu nom original persa era Darak.

## Història
A l'edat mitjana era capital d'un districte anomenat Dawrak o Surrak. Destacava per les seves teles de vel i les fonts sulfuroses. Era estació de pas dels peregrins del Kirman i Fars cap a la Meca. Fins al segle x va tenir un temple de foc i hi havia edificis d'època sassànida.
Fou ocupada pels Banu Tamin al segle xvi però en foren expulsats pel wali de l'Arabistan Sayyid Mubarak de la dinastia dels Muixaixa d'Hawiza (1591/1592). El 1619/1620 fou ocupada pel beglerbegi de Fars, i algun temps després va quedar en mans de la tribu dels Afxar. En temps de Nàdir-Xah Afxar al segle xviii fou capturada pel xeic Salman dels Kab. Salman va construir una nova vila que va anomenar Fallahiya a uns 8 km al sud, i Dawrak aviat va quedar en ruïnes. Salman va fer construir una fortalesa a la nova ciutat per defensar-la dels Huwala i altres tribus hostils, i va construir també les muralles de terra (de 3 km de circuit); la muralla estava en mal estat a la meitat del segle xix quan va visitar la ciutat Layard, però hi havia a la rodalia diversos canals en bon estat.
El 1933 el nom de Fallahiya es va canviar a xadegan (o xadagan) i fou erigida en capital d'un districte (bakhx) del xahristan de Khorramxahr (Muhammara). El districte tenia a la meitat del segle XX uns 20000 habitants. La regió de maresmes entre la ciutat i la costa del golf és anomenada Dawrakistan. Una part de la badia de Musa (Khawr Musa) rep també el nom de Khawr Dawrak.